# Distrito Central
Distrito Central är en kommun i Honduras.   Den ligger i departementet Departamento de Francisco Morazán, i den sydvästra delen av landet, 6 km norr om huvudstaden Tegucigalpa. Antalet invånare är 850 227. Arean är 1 515 kvadratkilometer.
Terrängen i Distrito Central är bergig söderut, men norrut är den kuperad.